# Geografiske koordinater
Geografiske koordinater er rumlige koordinater der består af tre koordinater:
- Længdegrader i grader, minutter og sekunder
- Breddegrader i grader, minutter og sekunder
- Z-koordinat der betegner koten

| Geografi/geologi | Spire Denne artikel om geografi er en spire som bør udbygges. Du er velkommen til at hjælpe Wikipedia ved at udvide den. |